# Парк 1100-летия Смоленска
Парк 1100-летия Смоленска — благоустроенный парк в городе Смоленске. Место отдыха жителей микрорайона Поповка.
Площадь зелёной зоны — 128 гектаров.

## История создания
Парк заложен в начале 1960-х годов рядом с новым жилым массивом. В центре парка было устроено искусственное озеро, а также установлены грибки и скамейки, посажена аллея Труда и создана площадка для аттракционов.
В 2009 году в связи со строительством на территории парка гипермаркета ООО «Гиперглобус» планировалось приведение в порядок зелёной зоны, что осуществилось в середине 2010 г..
После реконструкции в парке появились благоустроенные и освещенные пешеходные дорожки, для детей организована игровая площадка, созданы велосипедные дорожки, очищено озеро, сделан фонтан, множество скамеек, волейбольная площадка.
Часть парка попала под пятно застройки гипермаркета «Глобус».